# 一枝花 (二胡曲)
《一枝花》，二胡独奏曲，张式业于1982年所著。此曲根据50年代任同祥编曲的同名唢呐曲改编而成，原为山东民间乐曲，曲调有浓郁的鲁西南地区风味，是鲁西南风格的代表曲目。曾用作电视连续剧《武松》的主题音乐。乐曲吸收了唢呐及坠琴上的大滑音，滑揉等技巧，演奏时一般用传统把位及民间手法，以保持作品朴实的民间特色。

## 资料来源
1. ↑  .   [2012-01-18]. （原始内容存档于2016-03-04）.